# Carl Lönnberg
Carl Johan Leonard Lönnberg (i riksdagen kallad Lönnberg i Ringstad), född 24 juli 1828 i Linköping, död 12 september 1905 i Skeda församling, Östergötlands län, var en svensk lantbrukare och politiker. Han var son till färgerifabrikören Johan Lönnberg (1769–1838) och Maria Christina Andersdotter (1794–1878) i Linköping samt halvbror till riksdagsmannen Lars Johan Lönnberg och vidare svärson till kontraktsprosten och riksdagsmannen Matthias Stenhammar. Han var från 1855 gift med författaren Mathilda Lönnberg.

## Biografi
Carl Lönnberg blev magister vid Uppsala universitet 1854 och var från 1856 lantbrukare med egendomar i Östra Eneby socken, Kvillinge socken och Risinge socken. År 1890 blev han lantbruksförvaltare på Munkebo. Han var kommunalt verksam i Skeda landskommun och var även lekmannaombud vid kyrkomötet 1868.
Han företrädde bondeståndet i Bråbo, Memmings, Lösings, Björkekinds och Östkinds härader vid ståndsriksdagarna 1862/1863 och 1865/1866, och var efter tvåkammarriksdagens införande ledamot i andra kammaren för Björkekinds, Östkinds, Lösings, Bråbo och Memmings domsagas valkrets 1867–1869. År 1867–1868 tillhörde han Ministeriella partiet och var även under 1868 dess ordförande i andra kammaren, men han övergick till Nyliberala partiet 1869. I riksdagen var han ledamot i bankoutskottet 1867–1868 samt i konstitutionsutskottet 1869. I riksdagen skrev ha tre egna motioner, om kreditlagstiftningen, om beskattning av betsockertillverkningen och om överlämnande till universitetens myntkabinett vid myntverket präglade mynt och medaljer.
Lönnberg var från 1866 till 1869 ordförande i Norrköpings stads gille, Östergötlands läns hushållningssällskap.